# Gatsby (gastronomia)
Il Gatsby è un panino sudafricano, nato a Città del Capo, e popolare in tutta la provincia del Capo Occidentale. Di solito, esso contiene patate fritte, e altri ingredienti, fra cui pesce o carne, e salse, ed è di grandi dimensioni affinché venga tagliato in parti più piccole.

## Storia
Il Gatsby venne inventato nel 1976 ad Athlone, un sobborgo di Città del Capo che occupa l'area di Cape Flats. Deciso a servire un pasto veloce da preparare e sostanzioso ai lavoratori che lo aiutavano a rinnovare il suo negozio di alimentari, Rashaad Pandy ideò un grande panino composto da slap chips (patate fritte che in Sudafrica si consumano assieme all'aceto), Bologna sausage, e achar, per poi tagliarlo in più parti. Dopo aver provato la pietanza, uno dei lavoratori di nome "Froggy" la giudicò "così buona che è degna di Gatsby (a Gatsby smash), alludendo al film Il grande Gatsby recentemente proiettato in un cinema di Athlone. Pandy continuò a preparare il panino di sua invenzione, ma decise di utilizzare una pagnotta oblunga. Secondo gli abitanti di Città del Capo, il Gatsby è un rimedio contro i postumi di una sbornia.

## Descrizione
Il Gatsby è un panino lungo in genere 30 o più centimetri e il cui unico ingrediente standard sono le patate fritte. Di norma, si prepara il Gatsby usando una baguette, ma alcuni non disdegnano i panini da hot dog o i roti (tuttavia, quando un roti viene riempito con vari ingredienti, esso viene più propriamente chiamato salomie). Il contenuto di un Gatsby è molto variabile, e può comprendere, oltre alle patate, carne (alla griglia o al gusto masala, pollo, Bologna sausage, salsiccia di Vienna e/o salsiccia russa), prodotti ittici (pesce fritto, in salamoia, o speziato con il curry, e calamari), uova, sottaceti con achar, e salsa al peperoncino piri piri.
Date le sue grandi dimensioni, il panino di città del Capo viene tagliato in più parti (solitamente, viene suddiviso in quattro porzioni).

## Alimenti simili
Nel Regno Unito e in Irlanda viene preparato il simile chip butty. Un altro panino contenente le patate fritte è la mitraillette belga, che è molto apprezzata dai giovani del luogo.
Esistono delle versioni vegane del Gatsby in cui si usa la bistecca di soia marinata al posto della carne.
Qualcuno consiglia di utilizzare i fagioli e la carne rossa magra al posto della Bologna sausage e le patate al forno al posto di quelle fritte per rendere il piatto più magro e con un tasso minore di colesterlolo.